# Berlin – under samma himmel
Berlin – under samma himmel (Der gleiche Himmel) är en tysk TV-serie som premiärvisades 2017. Serien skildrar Berlin år 1974 som då var en delad stad mitt i kalla kriget. En ung agent vid namn Lars Weber skickas från DDR till Västberlin med uppdraget att förföra Lauren Faber, som spelas av svenska Sofia Helin. Programmet sändes 2017 i SVT och repriseras från den 24 oktober 2018.

## Källhänvisningar
- https://www.imdb.com/title/tt5424556/